# Romeo Franz
Romeo Franz (ur. 28 października 1966 w Kaiserslautern) – niemiecki muzyk, wykonawca jazzu cygańskiego, działacz społeczny i polityk, członek grupy etnicznej Sinti, poseł do Parlamentu Europejskiego VIII i IX kadencji.

## Życiorys
Pochodzi z rodziny muzyków, zaczął grać na skrzypcach i na fortepianie. Był uczniem muzyka jazzowego Schnuckenacka Reinhardta. Pierwszy raz publicznie wystąpił w wieku 11 lat, a w wieku 23 lat założył własny zespół. W 2008 w Monachium zagrał koncert na zaproszenie Steviego Wondera. Występował też w różnych programach telewizyjnych.
Jako działacz społeczny związany z inicjatywami na rzecz Romów i Sinti. Został dyrektorem zarządzającym fundacji Hildegard-Lagrenne-Stiftung.
Zaangażował się także w działalność polityczną w ramach ugrupowania Związek 90/Zieloni. W 2014 bez powodzenia kandydował do Parlamentu Europejskiego. Mandat eurodeputowanego VIII kadencji objął jednak w lipcu 2018, zastępując Jana Philippa Albrechta. Dołączył do frakcji Zielonych i Wolnego Sojuszu Europejskiego. W 2019 utrzymał mandat poselski w kolejnych wyborach.